# Dirk Lütter
Dirk Lütter (* 20. Dezember 1973 in Neuss) ist ein deutscher Kameramann und Regisseur.

## Leben und Wirken
Lütter studierte 1992 bis 1994 Regionalwissenschaften Lateinamerika an der Universität Köln bis zum Vordiplom im Fach Geschichte. Von 1995 bis 1997 studierte er an der Staatlichen Fachschule für Optik und Fototechnik Kamera. Ab 1996 arbeitete er bis 2001 als Kameraassistent, u. a. für Lutz Reitemeier, Busso von Müller und Achim Poulheim. Ab 2001 arbeitete er als freier Kameramann für Industriefilm, Reportagen, Dokumentationen, Kurzspielfilme, Socialspots, Musikvideos und div. Kunstprojekte, u. a. für ein zweiteiliges Filmprojekt mit Gehörlosen unter dem Regisseur und Choreographen Rolf Kasteleiner. Von 2002 bis 2006 studierte er postgradual an der Kunsthochschule für Medien Köln im Fachbereich Film/Fernsehen Regie. Dirk Lütter lebt in Berlin.

## Filmografie (Auswahl)
- 2001: 50374 Erftstadt. Doku, 52 Min., Premiere 25. Duisburger Filmwoche 2001 (Regie)
- 2004: Helden. Kurzspielfilm, 20 Min., Premiere New Berlin Film Award Achtung Berlin 2005 (Regie)
- 2006: Die unsichtbare Hand. Kurzspielfilm, 23 Min., Premiere bei den 40. Hofer Filmtagen 2006, int. Premiere Filmfestival Rotterdam 2008 (Regie)
- 2011: Die Ausbildung. 89 Min., Kinostart: 12. Januar 2012, Basis-Film Verleih Berlin, (Buch und Regie)
- 2011: Work Hard – Play Hard. 90 Min., Kinostart 12. April 2012 (Kamera)
- 2020: Oeconomia (Dokumentarfilm, Kamera)

## Auszeichnungen und Nominierungen
- 2002: Spots for nature, für Slogans (Kamera)
- 2003: Spots for nature, für Er ist gegangen (Kamera)
- 2004: 3. Platz MuWi-Award Oberhausener Kurzfilmtage und Best Newcomer Antenna London 2004 mit working girl (Kamera)
- 2005: lobende Erwähnung bei Achtung Berlin – The New Berlin Film Award für Helden (Regie) und diverse Preise für die Babysitterin (Kamera)
- 2006: Nominierung für den First Step Award 2006 mit Gloria (Kamera)
- 2007: Drehbuchförderung der Filmstiftung NRW für Freiheit
- 2007: First Step Award, Kategorie Spielfilme bis 60 Minuten für Die unsichtbare Hand (Regie)
- 2008: Prädikat „wertvoll“ für Helden (Regie)
- 2014: Grimme-Preis für den Film Work Hard – Play Hard[1]